# (90756) 1993 RH9
1993 أر إتش 9 (ويعرف أيضًا باسم (90756) 1993 أر إتش 9 وفق تسمية الكوكب الصغير) (بالإنجليزية: 1993 RH9)‏ هو كويكب ضمن حزام الكويكبات؛ وترتيبه 90756 من حيث الاكتشاف.
اكتُشف هذا الجُرم الفلكي بواسطة إيريك والتر إلست في 14 سبتمبر 1993.

## وصلات خارجية
- (90756) 1993 RH9 في قاعدة بيانات مختبر الدفع النفاث لأجرام النظام الشمسي الصغيرة

- الاكتشاف · مخطط المدار ·  العناصر المدارية · المعلمات المادية

- (90756) 1993 RH9 على موقع ويكي سكاي: DSS2, SDSS, GALEX, IRAS, Hydrogen α, X-Ray, Astrophoto, Sky Map, Articles and images